# Kota Guring
Kota Guring is een bestuurslaag in het regentschap Lampung Selatan van de provincie Lampung, Indonesië. Kota Guring telt 549 inwoners (volkstelling 2010).